# Йойа

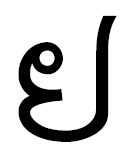

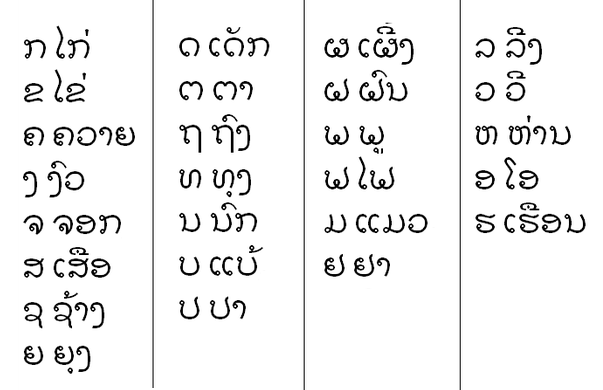
Алфавит

Йойа (йа - лекарство) — йо, 21-я буква лаосского алфавита, в тайском алфавите соответствует букве йойак (ракшас), обозначает плавный палатальный сонант. В слоге может быть только инициалью. Как инициаль, относится к аксонкан (средний класс) и может образовывать слоги 1,2,3 и 5-го тона. С буквой хохан диграфов не образует.
Туа-тхам — 

## Ваййакон (грамматика)
- Йу — вспомогательный глагол, указывает на продолженность действия.